# Simon Feindouno
Simon Pierre Feindouno (ur. 15 sierpnia 1985 w Konakry) – gwinejski piłkarz występujący na pozycji pomocnika. Brat innego piłkarza, Pascala Feindouno.

## Kariera klubowa
Feindouno rozpoczynał karierę w sezonie 2001/2002 w czwartoligowych rezerwach OGC Nice. Następnie był graczem drugoligowego AS Beauvais Oise, a w styczniu 2003 dołączył do rezerw zespołu RC Lens, grających w czwartej lidze. W sezonie 2005/2006 wystąpił w barwach pierwszej drużyny Lens, 23 lutego 2006 w wygranym 1:0 meczu III rundy Pucharu UEFA z Udinese Calcio. W styczniu 2007 został wypożyczony do drugoligowego FC Istres, w którym grał do końca sezonu 2006/2007. Następnie wrócił do Lens, w którego barwach 2 września 2007 przeciwko OGC Nice (0:1), rozegrał swoje jedyne spotkanie w Ligue 1.
Na początku 2008 roku odszedł do FC Istres, grającego już w trzeciej lidze i spędził tam 1,5 roku. Następnie wyjechał do Zjednoczonych Emiratów Arabskich, gdzie został graczem drugoligowego klubu Al-Ittihad Kalba SC. W sezonie 2009/2010 awansował z nim do pierwszej ligi. W kolejnych latach grał w także pierwszoligowych drużynach Dubai CSC oraz Ajman Club, a w 2015 roku wrócił do Al-Ittihad Kalba SC, ponownie występującego w drugiej lidze.
Kolejnymi klubami Feindouno były również drugoligowe zespoły Al-Arabi i Masafi SC, a także omański Sohar SC, grający w tamtejszej ekstraklasie.

## Statystyki
| Rozgrywki               | Poziom | Kraj                         | Mecze | Bramki |
| ----------------------- | ------ | ---------------------------- | ----- | ------ |
| Ligue 1                 | I      | Francja                      | 1     | 0      |
| Ligue 2                 | II     | Francja                      | 15    | 1      |
| Championnat National    | III    | Francja                      | 51    | 13     |
| CFA                     | IV     | Francja                      | 83    | 19     |
| UAE Arabian Gulf League | I      | Zjednoczone Emiraty Arabskie | 94    | 22     |
| Puchar UEFA             | –      | –                            | 1     | 0      |
| Puchar UEFA (elim.)     | –      | –                            | 1     | 1      |

## Kariera reprezentacyjna
W reprezentacji Gwinei Feindouno zagrał dwa razy. Zadebiutował w niej 18 listopada 2008 w zremisowanym 3:3 towarzyskim meczu z Gabonem, natomiast po raz drugi w kadrze wystąpił 6 czerwca 2017 w przegranym 1:2 towarzyskim spotkaniu z Algierią.